# TOI-3912
TOI-3912 — одиночная звезда в созвездии Волопаса на расстоянии приблизительно 1492 световых лет (около 457 парсек) от Солнца. Звёздная величина диапазона T звезды — +11,875m. Возраст звезды определён как около 7,5 млрд лет.
Вокруг звезды обращается, как минимум, одна планета.

## Характеристики
TOI-3912 — жёлтый карлик спектрального класса G3V. Масса — около 1,088 солнечной, радиус — около 1,392 солнечного, светимость — около 1,876 солнечной. Эффективная температура — около 5694 K.

## Планетная система
В 2022 году группой астрономов, работающих в рамках программы TESS, было объявлено об открытии планеты TOI-3912 b.